# Sidney Altman
Sidney Altman (Montreal, 7 de mayo de 1939-Rockleigh, Nueva Jersey 5 de abril de 2022) fue un bioquímico canadiense y estadounidense, ganador del premio Nobel de Química en 1989 junto a Thomas R. Cech por el descubrimiento de las propiedades catalíticas del ácido ribonucleico (ARN). Ambos investigadores de la Universidad de Yale demostraron que el ARN es el soporte químico de la herencia, interviniendo en las reacciones químicas que posibilitaron la aparición de la vida en la tierra.

## Biografía y carrera
Nació en Montreal, Quebec en el seno de una familia de inmigrantes judíos originarios de Europa del Este. Obtuvo su licenciatura en física del Instituto de Tecnología de Massachusetts (MIT) el 1960, pasó 18 meses como estudiante de graduación en física en la Universidad de Columbia y después obtuvo el PhD en bioquímica de la Universidad del Colorado el 1967, con Leonard Lerman como director de tesis.
Después de recibir su doctorado, Altman se embarcó en la primera de dos becas de investigación. Se unió al laboratorio de Matthew Meselson en la Universidad de Harvard para estudiar una endonucleasa de ADN involucrada en la replicación y recombinación del ADN T4.
Desde 1971, fue profesor Sterling de Biología Molecular, Celular y del Desarrollo (MCDB) de biología en la Universidad de Yale.
Altman se convirtió en ciudadano de Estados Unidos en 1984, manteniendo la doble nacionalidad canadiense.

## Algunas publicaciones
- Altman, Sidney (2007). «A view of RNase P.». Mol Biosyst (Sep 2007) 3 (9): 604-7. PMID 17700860. doi:10.1039/b707850c.

- Altman, S; Baer, M F; Bartkiewicz, M; Gold, H; Guerrier-Takada, C; Kirsebom, LA; Lumelsky, N; Peck, K (1989). «Catalysis by the RNA subunit of RNase P—a minireview.». Gene (Oct 15, 1989) 82 (1): 63-4. PMID 2479591. doi:10.1016/0378-1119(89)90030-9.